# IKON JAPAN TOUR 2018
『iKON JAPAN TOUR 2018』（アイコン ジャパン ツアー 2018）は、iKONが2018年8月から12月にかけて開催したツアー、および2019年3月20日にYGEXから発売されたライブ・ビデオである。

## 概要
2018年3月1日、iKONが2年連続の京セラドーム大阪公演を含む日本の4都市10公演のツアー「iKON JAPAN TOUR 2018」を開催することを発表した。
2018年4月10日、YGEXが本ツアーの追加公演を3公演開催することを発表した。また、2018年7月4日、さらに4回の追加公演を発表した。
2018年9月3日、台風21号の影響により、9月4日に開催する予定だったドルフィンズアリーナ公演を中止することを発表した。

## 日程
| 日期   | 日期     | 開場  | 開演  | 都市   | 国   | 会場                                |
| ------ | -------- | ----- | ----- | ------ | ---- | ----------------------------------- |
| 2018年 | 8月24日  | 17:30 | 18:30 | 福岡   | 日本 | 福岡国際センター                    |
| 2018年 | 8月25日  | 13:00 | 14:00 | 福岡   | 日本 | 福岡国際センター                    |
| 2018年 | 8月25日  | 17:00 | 18:00 | 福岡   | 日本 | 福岡国際センター                    |
| 2018年 | 8月26日  | 12:00 | 13:00 | 福岡   | 日本 | 福岡国際センター                    |
| 2018年 | 9月4日   | 17:30 | 18:30 | 名古屋 | 日本 | ドルフィンズアリーナ                |
| 2018年 | 9月5日   | 13:30 | 14:30 | 名古屋 | 日本 | ドルフィンズアリーナ                |
| 2018年 | 9月5日   | 17:30 | 18:30 | 名古屋 | 日本 | ドルフィンズアリーナ                |
| 2018年 | 9月13日  | 17:30 | 18:30 | 東京   | 日本 | 東京国際フォーラム ホールA          |
| 2018年 | 9月14日  | 17:30 | 18:30 | 東京   | 日本 | 東京国際フォーラム ホールA          |
| 2018年 | 9月24日  | 14:00 | 15:00 | 横浜   | 日本 | パシフィコ横浜 国立大ホール         |
| 2018年 | 9月24日  | 18:00 | 19:00 | 横浜   | 日本 | パシフィコ横浜 国立大ホール         |
| 2018年 | 9月26日  | 17:30 | 18:30 | 名古屋 | 日本 | 名古屋国際会議場 センチュリーホール |
| 2018年 | 9月28日  | 17:30 | 18:30 | 名古屋 | 日本 | 名古屋国際会議場 センチュリーホール |
| 2018年 | 11月6日  | 17:30 | 18:30 | 東京   | 日本 | 日本武道館                          |
| 2018年 | 11月7日  | 17:30 | 18:30 | 東京   | 日本 | 日本武道館                          |
| 2018年 | 12月22日 | 15:00 | 17:00 | 大阪   | 日本 | 京セラドーム大阪                    |
| 2018年 | 12月23日 | 11:00 | 13:00 | 大阪   | 日本 | 京セラドーム大阪                    |

## リリース
2019年2月8日、本ツアーの京セラドーム大阪公演を完全収録した映像作品「iKON JAPAN TOUR 2018」が、3月20日にYGEXから発売されることを発表した。
本作品は通常盤と「初回生産限定盤」の全2形態で発売された。ライブ本編に加え、全公演に密着したドキュメンタリー映像も全形態共通で収録されている。60ページにわたるライブフォトブック付きオリジナルメッシュバック仕様の「初回生産限定盤」には、日本オリジナルの特典コンテンツも収録されている。

## 収録内容

### DVD/Blu-ray
[iKON JAPAN TOUR 2018 (@KYOCERA DOME OSAKA_2018.12.23)]
1. BLING BLING
2. SINOSIJAK REMIX
3. RHYTHM TA REMIX (Rock Ver.)
4. -MC 1-
5. COCKTAIL -KR Ver.-
6. ONLY YOU -KR Ver.-
7. -MC 2-
8. DON'T FORGET
9. ONE AND ONLY -KR Ver.- / B.I
10. HOLUP! / BOBBY
11. ANTHEM / B.I&BOBBY
12. B-DAY
13. DUMB & DUMBER
14. -VIDEO-
15. MY TYPE
16. RUBBER BAND
17. -MC 3-
18. BEST FRIEND
19. EVERYTHING
20. LOVE SCENARIO
21. GOODBYE ROAD -KR Ver.-
22. -MC 4-
23. KILLING ME -KR Ver.-
24. FREEDOM -KR Ver.-
【ENCORE】
25. LONG TIME NO SEE
26. -MC 5-
27. JERK
28. BLING BLING
29. B-DAY
30. JUST ANOTHER BOY
31. -MC 6-
32. DUMB & DUMBER
33. -MC 7-
34. WHAT'S WRONG?
35. CLIMAX
36. RHYTHM TA REMIX (Rock Ver.)

[DOCUMENTARY OF iKON JAPAN TOUR 2018]
[iKON JAPAN TOUR 2018 SPECIAL FEATURES]
[iKON FAN MEETING 2018 @ MAIHAMA AMPHITHEATER_2018.8.12]
[iKON FAN MEETING 2018 DIGEST]

### CD
1. BLING BLING
2. SINOSIJAK REMIX
3. RHYTHM TA REMIX (Rock Ver.)
4. COCKTAIL -KR Ver.-
5. ONLY YOU -KR Ver.-
6. DON'T FORGET
7. ONE AND ONLY -KR Ver.- / B.I
8. HOLUP! / BOBBY
9. ANTHEM / B.I&BOBBY
10. B-DAY
11. DUMB & DUMBER
12. MY TYPE
13. RUBBER BAND
14. BEST FRIEND
15. EVERYTHING
16. LOVE SCENARIO
17. GOODBYE ROAD -KR Ver.-
18. KILLING ME -KR Ver.-
19. FREEDOM -KR Ver.-